# Polygonia asakurai
Polygonia asakurai is een vlinder uit de familie Nymphalidae. De wetenschappelijke naam van de soort is voor het eerst geldig gepubliceerd in 1920 door Waro Nakahara.